# Intervento alleato nella guerra civile russa
L’intervento alleato nella rivoluzione russa si concretizzò in una spedizione militare lanciata nel 1918, verso la fine della prima guerra mondiale, allo scopo di modificare le sorti della guerra civile russa a favore delle forze anticomuniste.
Le operazioni, a cui parteciparono 14 nazioni, iniziarono subito dopo la fine della guerra in Europa ma fin dall'inizio furono caratterizzate da scarso coordinamento, assenza di una strategia condivisa e mancanza di sostegno da parte dell'opinione pubblica.

## Prologo
Nel 1917 la Russia si trovava in una situazione politica molto delicata. Le difficoltà incontrate durante la prima guerra mondiale contro le forze degli Imperi centrali minarono il sostegno nei confronti del regime zarista. A seguito della rivoluzione di febbraio Nicola II fu costretto ad abdicare e venne costituito un governo provvisorio guidato da Georgy Lvov e successivamente da Alexander Kerensky. Il governo provvisorio continuò a combattere contro la Germania ed iniziò a ricevere aiuti militari da parte degli Stati Uniti che, nel frattempo, avevano fatto il loro ingresso nel conflitto.
La situazione in Russia restava tuttavia molto delicata con crescenti manifestazioni di scontento nei confronti della guerra. Il consenso nei confronti di Lenin e dei bolscevichi cresceva così come gli episodi di ammutinamento e diserzione. Il 18 giugno 1917 l'esercito russo subì un'ulteriore disastrosa sconfitta e Kerensky, nel tentativo di risollevare le sorti del conflitto, sostituì il comandante supremo delle forze armate Aleksej Brusilov con Lavr Kornilov che però nell'agosto 1917 tentò di instaurare una dittatura militare.

## Il trattato di Brest-Litovsk
Pochi mesi dopo, lo scoppio della Rivoluzione d'ottobre porta alla caduta di Kerensky e alla prese del potere da parte dei bolscevichi. Cinque mesi dopo, il 3 marzo 1918, la neo-istituita  Repubblica socialista federativa sovietica russa firma il trattato di Brest-Litovsk con l'Impero tedesco ponendo formalmente fine alla guerra sul fronte orientale. 
Con la firma del trattato venne anche stabilita la liberazione dei prigionieri di guerra che dunque erano liberi di tornare a casa. Naturalmente l'esercito dell'Impero austro-ungarico era composto da contingenti di varie nazionalità tra cui vi era anche una legione cecoslovacca che era stata catturata dai russi.
Nel 1917, subito dopo aver preso il potere, bolscevichi autorizzarono la legione cecoslovacca a lasciare la Russia attraversando la Siberia fino a Vladivostok per poi imbarcarsi verso la Francia dove avrebbero potuto unirsi alle forze alleate per combattere gli Imperi centrali con lo scopo di creare uno Stato cecoslovacco indipendente. Tuttavia nel maggio 1918 l'accordo tra il governo bolscevico e la legione cecoslovacca venne infranto e iniziarono combattimenti tra le due parti.

## L'intervento alleato nella guerra civile russa

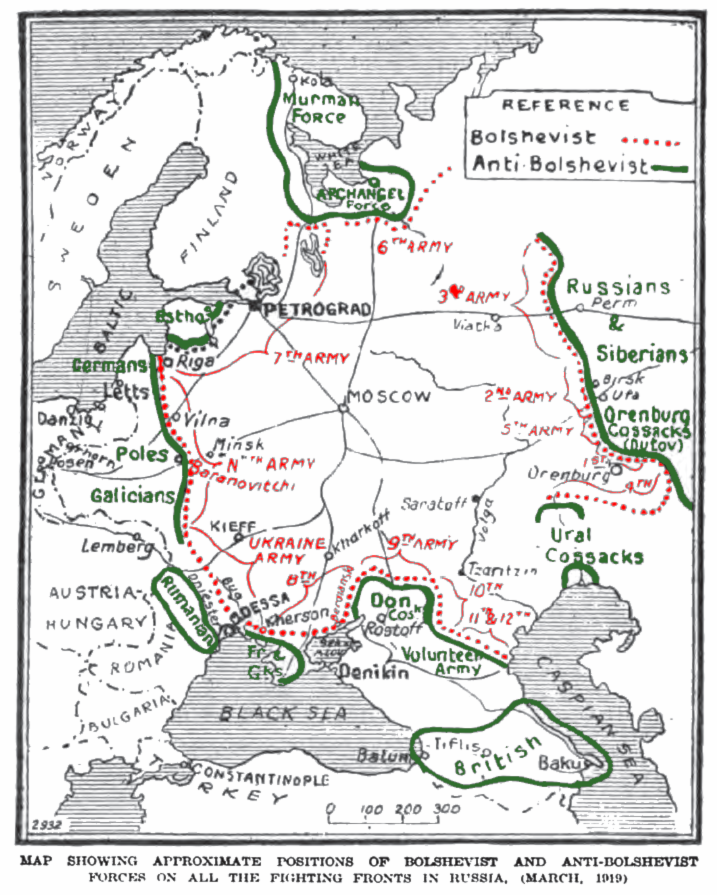
Posizione delle forze di spedizione alleate e dell'Armata Bianca nella Russia occidentale nel 1919

L'inatteso ritiro della Russia dal conflitto creò grande preoccupazione tra gli Alleati: grande era il timore che il ripiegamento delle truppe tedesche dal fronte orientale a quello occidentale potesse risultare decisivo per il successo degli Imperi centrali. C'era inoltre grande apprensione per il possibile diffondersi delle idee comuniste nel resto dell'Europa.
A fronte di questi eventi Francia e Gran Bretagna decisero di organizzare una spedizione in Russia con tre obiettivi:
- impedire che la Germania o i bolscevichi riuscissero ad impadronirsi degli arsenali militari del regime zarista e dei porti di Murmansk e Arcangelo;
- fermare la diffusione del comunismo;
- aiutare le Legioni cecoslovacche a tornare in Europa per unirsi alla lotta contro Germania e Austria-Ungheria.

Francia e Gran Bretagna non avevano però truppe a disposizione da poter inviare in Russia e chiesero l'aiuto degli Stati Uniti. Nel luglio 1918 il presidente statunitense Woodrow Wilson, contro il parere del Dipartimento della Guerra, autorizzò la partenza di 5 000 soldati americani verso Arcangelo (Spedizione orso polare) e di altri 8 000 soldati (provenienti dalle Filippine e da Camp Fremont in California) verso Vladivostok (American Expeditionary Force Siberia).
Allo stesso tempo il governo canadese aderì alla richiesta di quello britannico di formare un contingente dell'Impero britannico, formato anche da truppe indiane e australiane. Venne dunque inviato nel mar Baltico uno squadrone della Royal Navy guidato dal contrammiraglio Edwyn Alexander-Sinclair. Nel dicembre 1918 Sinclair arrivò in Estonia ed iniziò a combattere i bolscevichi.
Allo stesso tempo anche altri Paesi decisero di intervenire in Russia. Il Giappone, che temeva per il deteriorarsi della situazione al confine con il proprio protettorato sulla penisola coreana, inviò un contingente di 70 000 uomini con lo scopo di creare in Siberia uno Stato fantoccio.
L'Italia partecipò alla spedizione con la Legione Redenta, formata da ex prigionieri di guerra austro-ungarici di nazionalità italiana, e con un corpo di Alpini – in tutto 2 500 uomini – che si stabilirono inizialmente nella concessione di Tientsin.
Con la fine della guerra in Europa la definitiva sconfitta degli Imperi Centrali, gli Alleati si impegnarono apertamente a favore delle forze anti-comuniste, i cosiddetti bianchi.

## Corpi di spedizione alleati
- Legione Redenta di Siberia
- Corpo di spedizione italiano in Estremo Oriente
- Corpo di spedizione italiano in Murmania
- Campagna britannica nel mar Baltico
- Legione cecoslovacca in Russia
- Corpo di spedizione giapponese in Siberia
- Spedizione alleata in Ucraina
- Spedizione statunitense nel Nord della Russia
- American Expeditionary Force Siberia
- Corpo di spedizione cinese in Siberia

## Fine dell'intervento
Dopo l'evacuazione della Legione Cecoslovacca, le potenze alleate decisero nel 1920 di ritirarsi dalla Russia settentrionale e dalla Siberia. I militari giapponesi rimasero nelle province marittime dell'Estremo Oriente russo fino al 1922 e nel nord di Sakhalin fino al 1925, in seguito alla firma della Convenzione di base sovietico-giapponese a Pechino , in cui il Giappone accettò di ritirare le sue truppe dalla Russia.